# 石下站 (平安北道)
石下站（：／ Sŏkha yŏk */?）是朝鮮民主主義人民共和國平安北道新义州市的一個鐵路車站，属于白马线和石下里线。

## 邻近车站
白马线
白马站 - 石下站 - 南新义州站
石下里线
石下站 - 石下里站